# Chrysomallon squamiferum
Chrysomallon squamiferum Chen, Linse, Copley e Rogers, 2015 è una specie di gasteropode della famiglia Neomphalida, unica specie del genere Chrysomallon.
È documentata unicamente nei pressi di sorgenti idrotermali dell'Oceano Indiano, a profondità comprese tra 2500 e 2900 metri.. Nel 2019 è stata dichiarata in pericolo dalla IUCN, a causa dell'attività mineraria in acque profonde.

## Etimologia
Il nome scientifico Chrysomallon squamiferum ha origine dal greco antico e dal latino, e riflette le caratteristiche morfologiche distintive della specie.
Il genere Chrysomallon deriva dal greco chrysós (χρυσός), "oro", e mallon (μάλλων), "mantello di lana" o "copertura lanosa". Il termine fa riferimento all'aspetto brillante e talvolta dorato del rivestimento esterno dell'animale, evocando l'immagine di un manto prezioso.
L'epiteto specifico squamiferum proviene dal latino squama, "scaglia", e -ferum, "portatore di", dal verbo ferre, "portare". Esso descrive l'elemento distintivo della specie: la presenza di scaglie mineralizzate che ricoprono il piede del mollusco, rendendolo unico tra i gasteropodi conosciuti.
Nel complesso, il nome Chrysomallon squamiferum può essere interpretato come "portatore di scaglie dal manto dorato", un riferimento diretto alla struttura e all'aspetto del suo esoscheletro corazzato.

## Descrizione
Il cuore è insolitamente grande, raggiungendo circa il 4% del volume del corpo.

### Conchiglia
La forma della conchiglia è sferica e la spirale è ovale; l'opercolo è ellittico e tende a ridursi con l'età.
La parte esterna della conchiglia è peculiare della specie, essendo protetta sui lati da scleriti di solfuro di ferro. La porzione intermedia è equivalente al comune periostraco dei gasteropodi e la parte interna è costituita da aragonite. 

### Scleriti

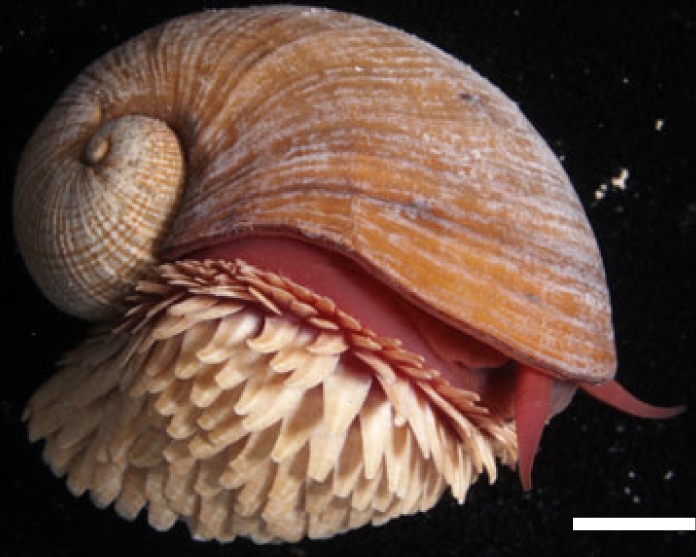
Scleriti in evidenza

I lati del piede  sono ricoperti da centinaia di migliaia di scleriti ferrose, composte da greigite e pirite; sono embricati, cioè sovrapposti in modo tale da assomigliare a delle tegole e sulla loro superficie sono ospitati numerosissimi epibionti delle classi Epsilonproteobacteria e Thermodesulfobacteria.

## Biologia

### Alimentazione
La ghiandola esofagea del Chrysomallon squamiferum ospita dei gammaproteobacteria simbionti, dai quali l'animale ricava il nutrimento.

### Riproduzione
È un ermafrodita, possiede infatti sia gli organi riproduttivi maschili che quelli femminili.

## Distribuzione e habitat
Il gasteropode è endemico delle sorgenti idrotermali profonde dell'Oceano Indiano, a profondità di circa 2.780 m. La specie è stata riscontrata alla base delle fumarole nere nel campo idrotermale di Kairei, appena a nord della Tripla giunzione di Rodrigues, e nella dorsale medio-indiana, all'interno della zona marina esclusiva di Mauritius.